# Josef Valentin Kassin

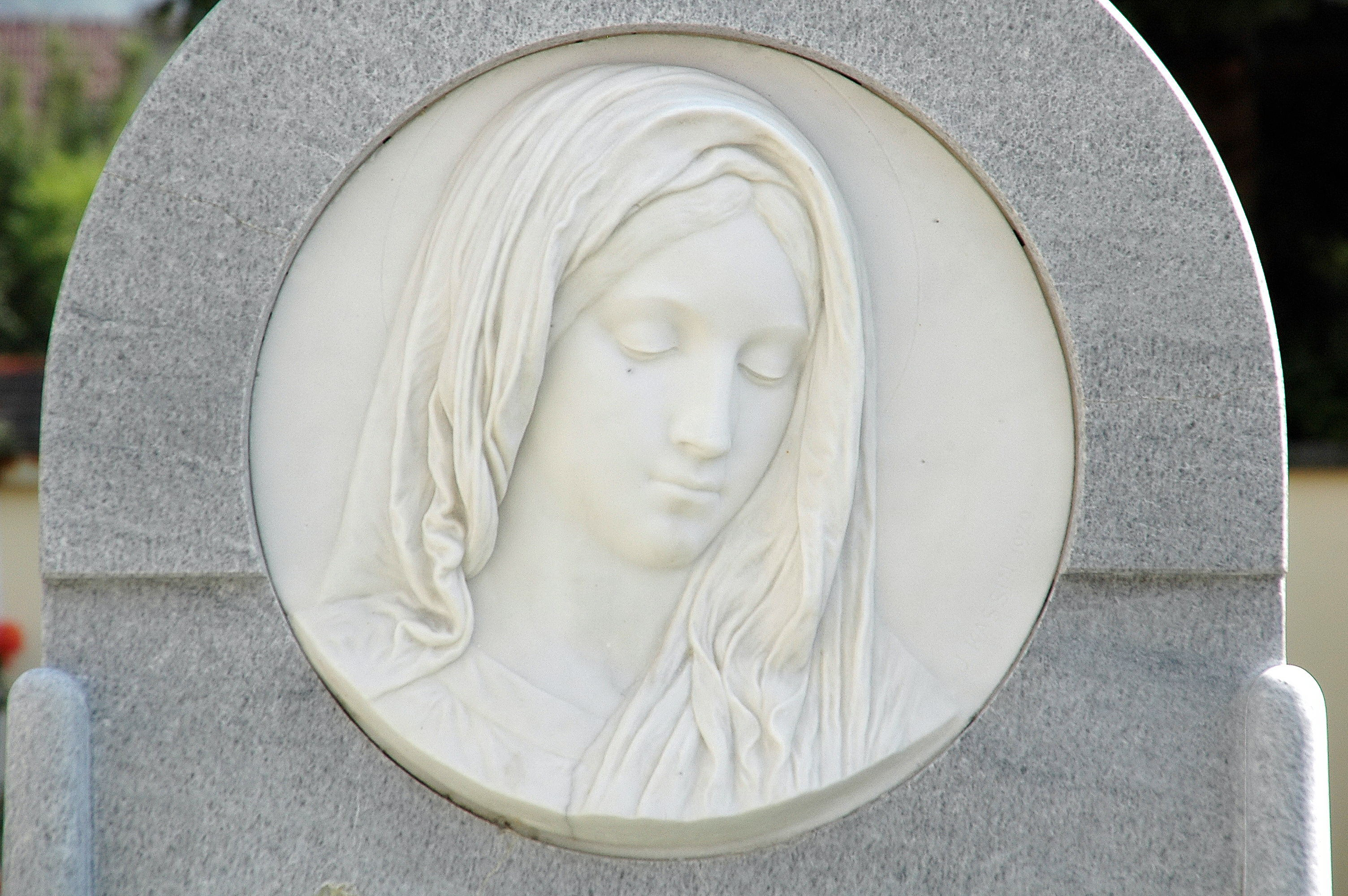
Medaglione di marmo sulla lapide della tomba della famiglia Kassin situato al cimitero di Klagenfurt (nella frazione di St. Ruprecht).

Josef Valentin Kassin (St. Ruprecht ― Klagenfurt, 15 maggio 1856 – Vienna, 30 dicembre 1931) è stato uno scultore austriaco.